# O Crime Não Compensa
O Crime Não Compensa foi uma sessão de séries e documentários com temáticas criminais exibida pelo SBT exibida de 6 de janeiro de 2019 a 26 de dezembro de 2021.

## Antecedentes

### Cancelamento do Poder em Foco
Em 16 de dezembro de 2018, Silvio Santos determinou o cancelamento do Poder em Foco e a transferência da apresentadora titular Débora Bergamasco para o setor de jornalismo até o final do seu contrato. A transmissão do ultimo episódio ocorreu no dia 30 de dezembro. Alguns dos motivos para o cancelamento foram a perda de patrocínio da Caixa Econômica Federal, o corte de despesas da casa e a baixa audiência do programa, que muitas vezes oscilava no 3º e 4º lugar.

### Parceria entre SBT e Netflix
Em 28 de outubro de 2017, logo após a transmissão do Teleton, o SBT exibiu um programa especial para promover o lançamento da segunda temporada da série Stranger Things, além de transmitir o primeiro episódio dela. O especial, inclusive, dobrou a audiência do canal. Em julho de 2018, a emissora exibiu trailers de estreia da série nacional Samantha!. Além disso, o proprietário da emissora já havia declarado em seu programa que é fã da plataforma, ganhando um contrato vitalício com a empresa.
Em 22 de dezembro de 2018, o SBT adquiriu os direitos da série Investigação Criminal, exibida na plataforma e no canal de TV por Assinatura A&E, reforçando a parceria com a Netflix. Também fechou contrato com a empresa Medialand para a exibição dos documentários, além de também ter adquirido mais títulos dela. Medialand é a produtora responsável pelo programa Operação de Risco, exibido pela RedeTV!.

## Enredo
A cada domingo, serão levados ao ar documentários contando histórias dos crimes mais chocantes do Brasil, além de casos já conhecidos pela mídia, dentre eles o Caso Isabella Nardoni, Caso Richthofen e outros que pararam o país.

## Exibição
A sessão é exibida aos domingos, inicialmente na faixa da meia-noite, após o Programa Silvio Santos. Inicialmente, era exibido apenas um episódio com duração de 60 minutos, mas a partir de 16 de junho de 2019, passaram a ser exibidos cinco episódios em sequência, num formato de maratona. Em 1 de setembro de 2019 foi lançado "Anatomia do Crime" na sessão. A partir de 06 de outubro de 2019, com o retorno do Poder em Foco, a faixa passa a exibir três episódios com redução de uma hora de duração, iniciando agora à 01h. Com a mudança de horário do Poder em Foco, a faixa de séries criminais passa a ser exibida ás 01h45min a partir de 7 de março de 2021. Em 13 de junho de 2021, volta a ser exibido após o Programa Sílvio Santos, mas agora transmitindo apenas um episódio de suas séries, ficando no ar até o dia 26 de dezembro, deixando a grade sem aviso prévio.

## Séries Exibidas na faixa
| Exibição                | Título                     | N° de episódios | Audiência Média |
| ----------------------- | -------------------------- | --------------- | --------------- |
| 06/01/2019              | Até Que a Morte Nos Separe | 1               | 7,3             |
| 13/01/2019 - 25/08/2019 | Investigação Criminal      | 72              | 5,3             |
| 01/09/2019 - 22/09/2019 | Anatomia do Crime          | 30              | 3,6             |
| 29/09/2019 - 10/11/2019 | Divisão de Homicídios      | 24              | 4,1             |
| 17/11/2019 - 16/02/2020 | P.O.L.I.C.I.A.             | 52              |                 |
| 23/02/2020 - 08/03/2020 | Até Que a Morte Nos Separe | 10              |                 |
| 15/03/2020 - 13/06/2021 | Investigação Criminal      | 65              |                 |
| 20/06/2021              | P.O.L.I.C.I.A.             | 1               |                 |
| 27/06/2021 - 26/12/2021 | Divisão de Homicídios      |                 |                 |

- Na Grande São Paulo, 1 ponto equivalia a 73 mil lares em 2019.[11]